# Beta de la Taula
Beta de la Taula (β Mensae) és la tercera estrella més brillant en la constel·lació de la Taula. És una estrella gegant tipus G amb una magnitud visual aparent d'aproximadament 5,302.